# Anna Dushime

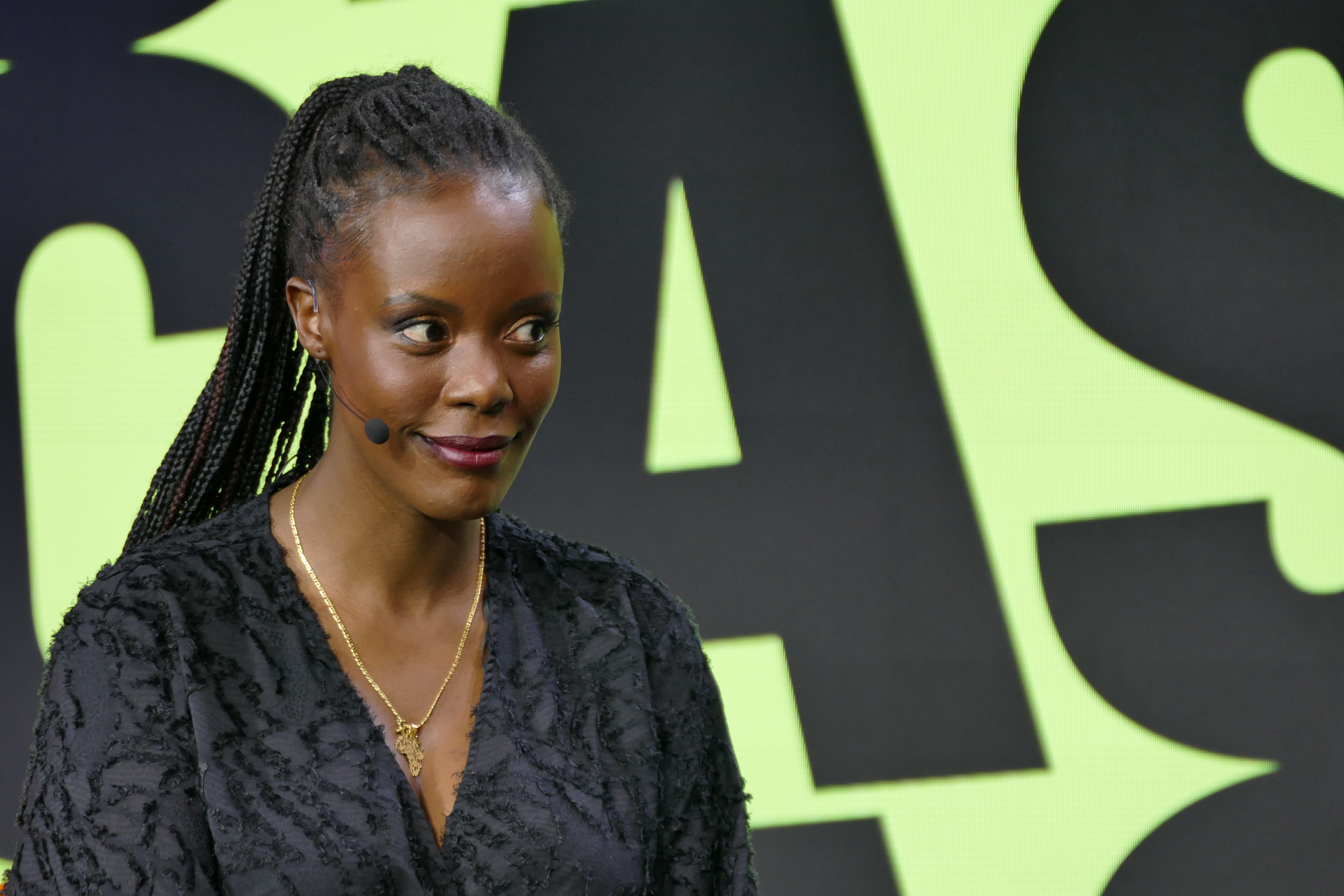
Anna Dushime auf der re:publica 2023

Anna Dushime (geboren 1988 in Kigali) ist eine deutsche Journalistin, Moderatorin und Podcasterin.

## Leben und Werk
Anna Dushime ist in Ruanda geboren, 1994 im Alter von fünf Jahren mit ihrer Mutter und ihren Schwestern vor dem Völkermord in Ruanda geflohen und mit zehn Jahren nach Deutschland migriert. Bevor sie nach Deutschland kam, lebte sie in Großbritannien, wo sie auch die Schule begann. Sie studierte internationales Marketing in den Niederlanden und Ungarn und schloss dieses Studium 2012 ab. In der Folge arbeitete sie unter anderem für Researchgate und als Redakteurin für BuzzFeed, bevor sie 2019 zu Steinberger Silberstein GmbH wechselte.
Für die Berliner Tageszeitung taz verfasste Anna Dushime von 2019 bis 2022 die Kolumne Bei aller Liebe, die sich mit Themen rund um Beziehungen, aber auch Rassismus beschäftigte. Ebenfalls seit 2019 moderierte sie für Ärzte ohne Grenzen den Podcast Notaufnahme. Anna Dushime hat außer für die taz auch journalistische Texte für die Zeit online, Edition F und für BuzzFeed verfasst. Im Fernsehen war sie in mehreren Talkshows, z. B. 2021 bei Maischberger und im Kölner Treff und 2023 bei deep und deutlich zu sehen.
Als Redaktionsleitung der Produktionsfirma Steinberger Silberstein GmbH ist Anna Dushime für das mit dem Grimme-Preis ausgezeichnete Satireformat Browser Ballett und für die Sendung Aurel Original mit Aurel Mertz verantwortlich. Im Rahmen des Browser Ballett tritt Anna Dushime auch selbst auf, sie spielt sich dabei selbstironisch als überforderte Redaktionsleiterin. Diese Rolle nimmt sie auch in der Fernsehserie Browser Ballett – Satire in Serie ein, wo sie zum Hauptcast der Serie zählt.
Als Moderatorin war Anna Dushime unter anderem auf der re:publica 2023 auf der Hauptbühne zu sehen, ebenso bei der von der ARD übertragenen Verleihung des CIVIS Medienpreises 2022. Sie wirkte auch an dem mit der Verlagsprämie des Freistaats Bayern 2021 ausgezeichneten Essayband Schwarz wird großgeschrieben mit.
2024 erhielt Anna Dushime den Grimme-Preis Spezial für ihre Gesprächsführung in „Der letzte Drink mit Anna Dushime“.